# Kauffman Glacier
Kauffman Glacier är en glaciär i Antarktis. Den ligger i Västantarktis. Argentina, Chile och Storbritannien gör anspråk på området. Kauffman Glacier ligger 373 meter över havet.
Terrängen runt Kauffman Glacier är lite bergig. Trakten är obefolkad. Det finns inga samhällen i närheten. 